# Адміністративний округ Хемніц
Колишній Адміністративний округ Хемніц — один із трьох адміністративних округів Саксонії. Знаходився на заході землі і був утворений рішенням Саксонського земельного уряду від 27 листопада 1990 до 1 січня 1991. Скасований 2008 року. Натомість створено Дирекційний округ Хемніц.  
| Райони | Міста                         |
| --- | ----------------------------- |
| 1. Аннаберг 2. Ауе-Шварценберг 3. Хемніц (район) 4. Фрайберг 5. Середні Рудні Гори 6. Мітвайда 7. Штолльберг 8. Фогтланд 9. Цвікау (район) | 1. Хемніц 2. Плауен 3. Цвікау |